# Vocabularul limbii române
Vocabularul limbii române reflectă, pe lângă celelalte domenii ale limbii, caracterul romanic al acesteia, prin numărul de cuvinte moștenite din limba latină și prin predilecția pentru împrumuturi lexicale din celelalte limbi romanice. Acest caracter se manifestă de asemenea prin asemănarea românei cu aceste limbi în privința formării de cuvinte, derivarea fiind mult mai productivă decât compunerea. Pe lângă acestea, un alt mijloc intern important de îmbogățire a vocabularului este conversiunea.

## Compoziția vocabularului românesc
Prima statistică referitoare la compoziția vocabularului românesc după limbile din care provine datează de pe la mijlocul secolului al XX-lea. A fost efectuată pe cele 49.649 de cuvinte pe care le conține dicționarul lui Dimitrie Macrea din 1958. Datele sale sunt următoarele:
- 43% – împrumuturi din limbile romanice occidentale (dintre care 38,40% din franceză);
- 20% – cuvinte moștenite din latină;
- 11,5% – împrumuturi din limbile slave (slava veche, bulgara, sârba, ucraineana, rusa);
- 3,60% – împrumuturi din limba turcă;
- 2,40% – împrumuturi din limba greacă;
- 2,17% – împrumuturi din limba maghiară;
- 2% – împrumuturi din limba germană.

O statistică mai recentă (de la sfârșitul anilor 1980) se bazează pe 2.581 de cuvinte alese pe criteriile frecvenței, bogăției semantice și productivității, care conțin și cuvinte formate pe terenul limbii române. Această statistică dă procentajele de mai jos:

Compoziția vocabularului românesc

- 30,33% – cuvinte moștenite din latină;
- 22,12% – împrumuturi din franceză;
- 15,26% – împrumuturi din latină;
- 9,18% – împrumuturi din slava veche ;
- 3,95% – împrumuturi din italiană;
- 3,91% – cuvinte formate în română;
- 2,71% – cuvinte de origine incertă;
- 2,6% – împrumuturi din bulgară;
- 2,47% – împrumuturi din germană;
- 1,7% – împrumuturi din greacă;
- 1,43% – împrumuturi din maghiară;
- 1,12% – împrumuturi din rusă;
- 0,96% – cuvinte moștenite din substratul traco-dac;
- 0,85% – împrumuturi din sârbă;
- 0,73% – împrumuturi din turcă;
- 0,23% – împrumuturi din ucraineană;
- 0,19% – onomatopee;
- 0,19% – împrumuturi din poloneză;
- 0,07% – împrumuturi din engleză.

Din această statistică reiese că cuvintele de origine latină și romanică totalizează 71,66%, ceea ce corespunde aproximativ faptului că similaritatea lexicală a românei este de 77% cu italiana, 75% cu franceza, 74% cu sarda, 73% cu catalana, 72% cu portugheza și retoromana, și de 71% cu spaniola.

## Cuvinte moștenite din substrat
Conform teoriei celei mai răspândite, substratul limbii române este traco-dac, dar, cum limbile respective sunt foarte puțin cunoscute, se poate vorbi numai despre cuvinte presupuse a fi de această origine. În general sunt considerate de origine traco-dacă cuvintele despre care se știe sigur că nu provin nici din latină, nici din greaca veche, nici din slava veche, că nu sunt formate în română și că au corespondent de aceeași origine indo-europeană în limba albaneză. Referirea la albaneză se bazează, pe originea tracă a acesteia.
Părerile despre numărul de cuvinte de origine traco-dacă sunt foarte diverse. Cel mai mic număr este estimat la 30, iar cel mai mare la 160. După Brâncuș 2005, 90 de cuvinte sunt sigur de această origine, iar 50-60 ar putea fi. Astfel de cuvinte prezente și curente în româna din secolul al XXI-lea sunt, de exemplu brânză, mal, fluier, măgar.

## Cuvinte moștenite din latină
Vocabularul de bază al limbii române este în cea mai mare parte moștenit din latină. Este revelator în această privință că 186 de cuvinte, adică 89,85% din cele 207 cuvinte pe care le conține lista Swadesh a limbii române sunt de această origine. Sunt numai circa 2.000 de cuvinte moștenite din latină, ceea ce nu este mult față de vocabularul total de circa 150.000 de cuvinte, dar cele 2.000 fac parte din segmentul cel mai important al vocabularului. Îi aparțin aproape toate cuvintele gramaticale și numeralele cardinale, precum și adjectivele, adverbele și verbele cu sensul cel mai general. Din punct de vedere semantic, acest fond cuprinde substantivele și verbele ce aparțin unor domenii esențiale ca familia restrânsă și mai largă, corpul omenesc, locuința, alimentația, natura, timpul, agricultura, creșterea animalelor, meseriile rurale, religia.
Din cele 2000 de cuvinte, 500 sunt comune cu toate celelalte limbi romanice, dar unele numai cu limbi de la cealaltă periferie, de sud-vest a teritoriului romanic, de exemplu la  equa > ro  iapă, es  yegua; la  formosus > ro  frumos, pt  formoso, es  hermoso.
Printre cuvintele comune cu celelalte limbi romanice sunt și unele care s-au păstrat în română cu un sens aparte, de pildă la  anima > âme „suflet” în franceză, dar inimă în română; la  vindicare > venger „a răzbuna” în franceză, dar a vindeca în română.
Există circa 100 de cuvinte latine care s-au păstrat numai în română, precum lingula > lingură, ovem > oaie, placenta > plăcintă.

## Împrumuturi

### Până în secolul al XIX-lea

#### Împrumuturi slave
În Evul Mediu, cea mai mare influență asupra românei a fost cea a limbii slave vechi, mai exact a bulgarei vechi, ceea ce face să se considere că aceasta este suprastratul românei. Măsura influenței suprastratului slav asupra românei este asemănătoare cu cea a suprastratului germanic asupra francezei sau italienei. Influența slavă a început probabil în secolul al IX-lea, după ce slavii veniți dinspre nord au pătruns în Europa Centrală și de Sud-Est. Atunci au intrat în română multe cuvinte din aproape toate domeniile semantice ale vocabularului general, precum brazdă, a cosi, da, drag, glas, a iubi, lopată, muncă, nevoie, prieten etc..
Sunt nu numai cuvinte, ci și afixe lexicale împrumutate din slavă. Acestea există nu numai în cuvinte de această origine, ci sunt aplicate și unor cuvinte de alte origini. Sunt frecvente, printre prefixe, de pildă cel negativ ne- (ex. în nefericit), iar printre sufixe, cel formator de etnonime feminine -că, ex. în româncă.
Alături de această influență populară, există și una slavă savantă, prin intermediul limbii slavone meridionale, limba bisericii ortodoxe din țările române până în secolul al XVIII-lea. De aceea, în domeniul religios, pe lângă cuvinte moștenite din latină sunt și cuvinte slave, în majoritate împrumutate la rândul lor din limba greacă medievală: iad, rai, sfânt etc. Tot din slavă provin cuvinte din domeniul administrației publice a Țării Românești și a Moldovei, dar care au fost abandonate începând cu secolul al XIX-lea, împreună cu realitățile pe care le denumeau.

#### Împrumuturi grecești
Cuvinte grecești au intrat direct sau indirect în română de-a lungul întregii istorii a acesteia, în cantități diverse, în funcție de perioade. Cele mai vechi sunt împrumutate de latina vorbită în Europa de Sud-Est și păstrate în română, deci contează drept moștenite din latină.
Mai târziu s-au împrumutat, prin intermediul slavonei, cuvinte din greaca medievală din domeniul religiei și al administrației, dar în aceeași perioadă și din viața cotidiană, cuvinte precum cărămidă sau temelie, probabil direct din greacă.
Mulți greci s-au așezat, din cauza cuceririlor Imperiului Otoman, în Țara Românească și în Moldova, iar în secolul al XVIII-lea și la începutul secolului al XIX-lea, greci din Constantinopol (fanarioți) au devenit domnitori ai acestora. În acea epocă, limba greacă modernă a devenit limbă de cultură în aceste principate, și au intrat în limbă alte cuvinte grecești, mai mult în româna vorbită în acestea, dintre care unele au fost reținute de limba standard actuală, de exemplu a irosi sau politicos.
Ulterior, multe cuvinte de origine greacă au fost împrumutate prin intermediul latinei și al limbilor romanice occidentale, dintre care puține au intrat în limba curentă.

#### Împrumuturi maghiare
Influența maghiarei asupra vocabularului se datorează prezenței maghiarilor în Transilvania începând cu secolul al X-lea. Cuvintele împrumutate din maghiară au intrat mai întâi în graiurile românești din Transilvania. Cele mai multe au rămas numai în acestea, dar o parte din ele s-au răspândit pe tot teritoriul limbii române, găsindu-se relativ multe și în limba standard. Astfel sunt belșug, a cheltui, chip, a făgădui, gazdă, gând, hotar, marfă, meșteșug, oraș, uriaș, vamă, viclean. Există și sufixe lexicale maghiare aplicate și unor cuvinte de altă origine: : furt → furtișag, trup → trupeș.

#### Împrumuturi turcești
Statutul de vasalitate impus în secolul al XV-lea Țării Românești și Moldovei de către Imperiul Otoman, care a durat până în secolul al XIX-lea, a favorizat intrarea de cuvinte turcești în limba română, dintre care majoritatea nu au ajuns dincolo de Munții Carpați, iar în epoca modernă multe au devenit arhaisme, dar o parte s-au păstrat în limba standard, precum cafea, capac, cearșeaf, cutie, dușumea, papuc etc..

#### Împrumuturi germane
Cuvinte germane au început să pătrundă în română în secolul al XII-lea, când regii Ungariei au așezat în Transilvania germanofoni numiți sași. Răspândirea majorității acestor cuvinte s-a limitat la graiurile românești de acolo, dar unele s-au răspândit pe tot teritoriul limbii române. Vocabularul standard reține, bunăoară, cuvinte precum a căptuși, roabă sau șold.
Alt val de împrumuturi a fost ocazionat de încorporarea Transilvaniei și a Banatului în Imperiul Austriac, și de colonizarea în aceste regiuni, în secolul al XVIII-lea, a altor germanofoni numiți șvabi. Multe cuvinte ale lor au rămas numai în graiuri, dar unele au pătruns în varietatea standard: a muștrului, chiflă, șnur, cămară etc..

### Începând cu secolul al XIX-lea
În secolul al XIX-lea, societatea românească a început să se modernizeze sub influența Europei Occidentale, fenomen care a avut drept corolar, printre altele, împrumutul masiv de cuvinte, mai ales franceze, latine și italiene. Deseori, nu se poate stabili din care limbă provine un cuvânt sau altul. De exemplu belicos poate avea ca etimon la  bellicosus, it  bellicoso sau fr  belliqueux.
- Franceza a dat românei nu numai substantive, adjective și verbe (afiș, avion, birou, infatigabil, a exploata), ci și câteva adverbe: deja, vizavi.
- Din latină s-au împrumutat, printre altele, fabulă, familie, literă, rege, tezaur.
- Din italiană provin, de pildă, capodoperă, contabil, stagiune, traumă.

Mai ales din secolul al XIX-lea, multe cuvinte slave, grecești și turcești au fost înlocuite cu cuvinte latine și romanice occidentale. De exemplu, cuvântul slav rod a primit sinonimul latinesc fruct (înlocuind moștenitul frupt), ceea ce a făcut ca rod să mai fie folosit numai în sens figurat și, în plus, să fie simțit ca învechit. Membrele altor perechi de sinonime au aproximativ aceeași folosire, ex. iad – infern, rai – paradis.
S-a întâmplat și ca unele cuvinte latinești să fie împrumutate, deși existau urmașele lor moștenite, uneori cu același sens, de pildă fratern pe lângă frățesc. Între cele două cuvinte există totuși o diferență de registru de limbă: primul este elevat, iar al doilea curent. În alte cazuri, cuvântul latinesc împrumutat are alt sens decât cel moștenit. Un exemplu este la  directus, care a dat în epoca formării limbii române cuvântul drept, dar a fost împrumutat ca direct.
Sunt și cazuri în care româna a adoptat, pe lângă un cuvânt moștenit, unul derivat, format într-o altă limbă romanică de la etimonul comun:
- aqua > apă – la  aquaticus / fr  aquatique > acvatic;
- audire > a auzi – fr  auditif / it  auditive > auditiv;
- frigus > frig – la  frigidus / fr  frigide > frigid;
- oculus > ochi – la  ocularius / fr  oculaire > ocular;
- tacere > a tăcea – la  tacitus / fr  tacite > tacit.

Germana a continuat să îmbogățească vocabularul românesc mai ales cu cuvinte din diverse domenii tehnice: bliț, bormașină, ștecăr etc.
În limba actuală, împrumuturile noi vin mai ales din engleză. Gradul lor divers de integrare arată care au intrat mai demult în limbă și care mai recent. Cuvintele engleze împrumutate mai demult se pronunță și se scriu conform regulilor limbii române: blugi, gem, interviu, lider, meci. Împrumuturile mai recente se pronunță și se scriu ca în limba de origine (cow-boy, fair-play, jazz, hobby, management, manager, marketing, mass-media, week-end), dar li se atribuie un gen gramatical, articole și desinențe după regulile românei: managerul, cowboy-ului, mass-mediei.

## Calcuri
Calcul este un procedeu de îmbogățire a vocabularului situat între împrumut și mijloacele interne de îmbogățire a vocabularului.
Prin calc numit semantic i se atribuie sensuri noi unui cuvânt deja existent în limbă. De exemplu, cuvântul cerc a preluat sensurile figurate ale cuvântului francez cercle, printre care sensul „grup de persoane legate între ele prin interese comune, relații de rudenie sau relații de prietenie”. Și acest procedeu a dat naștere unor perechi de sinonime. De pildă calcul stingător (de incendiu) are același sens ca împrumutul extinctor.
Prin alt tip de calc, numit de structură morfematică, se traduc total sau parțial elementele unui cuvânt compus sau derivat străin și se preia sensul acestuia. Exemple de calcuri totale sunt locțiitor (după fr  lieutenant) și nou-născut (după fr  nouveau-né), iar de calcuri parțiale sub (element autohton) + estima (împrumut din franceză) > a subestima; scurt (autohton) + circuit (din franceză) > scurtcircuit. Bazele acestora sunt fr  sousestimer, respectiv courtcircuit.

## Mijloace interne de îmbogățire a vocabularului

### Crearea spontană de cuvinte

#### Interjecții
Există în limba română unele interjecții moștenite, altele împrumutate și unele rezultate din conversiune, dar majoritatea lor sunt creații spontane pe terenul propriu al limbii.
Unele interjecții din română există și în alte limbi, fără să fie împrumuturi, ex. a, ah, o, pst. Printre acestea se includ și complexe sonore nearticulate în vorbire, dar redate în scris, de pildă hm. Alte interjecții sunt proprii limbii române, precum aoleu, au, of, măi etc..
Printre interjecții se includ și cuvinte folosite pentru chemarea, îndemnarea sau alungarea animalelor: cuțu-cuțu, cea, zât etc.

#### Onomatopee și cuvinte onomatopeice
Onomatopeele sunt cuvinte de obicei incluse printre interjecții, care imită diverse manifestări sonore: sunete scoase de animale (bee, cucu, muu), zgomote (pleosc, poc, zdup), manifestări sonore omenești nearticulate: ha-ha-ha, hapciu, ptiu.
Cuvintele onomatopeice aparțin altor părți de vorbire decât interjecțiile. Unele sunt derivate de la onomatopee (ex. a pocni), dar altele au radicale care nu există în calitate de cuvinte autonome. Ele imită tot manifestări sonore ca cele de mai sus: a gâgâi, a hurui, a se bâlbâi etc.

### Formarea de cuvinte

#### Derivarea
În română, derivarea este procedeul cel mai frecvent de formare a cuvintelor.

##### Cu sufixe
Sufixarea este tipul de derivare cel mai frecvent. Sunt circa 500 de sufixe lexicale. Au loc deseori schimbări fonetice în cuvintele la care sunt adăugate.
Sufixul poate fi adăugat la un radical care constituie singur un cuvânt (răutate) sau la unul deja format prin derivare: muncitorime.
Din punctul de vedere al sensului se pot distinge mai multe tipuri de sufixe, printre care:
- augmentative: băiat → băietan, piatră → pietroi;
- diminutive: copil → copilaș, ramură → rămurea, aripă → aripioară, vițel → vițeluș, casă → căsuță, urs « ours » → ursuleț, brad → brăduț;
- formatoare de nume de agent: moară → morar, căruță → căruțaș, camion → camionagiu, a munci → muncitor;
- formatoare de substantive abstracte: singur → singurătate, om → omenie, a plictisi → plictiseală, cuteza → cutezanță, isteț → istețime;
- formatoare de substantive colective: fag → făget, muncitor → muncitorime, stejar → stejăriș, porumb → porumbiște.

Din punct de vedere lexico-gramatical există sufixe care schimbă tipul de parte de vorbire a cuvintelor:
- formatoare de substantive: a ajuta → ajutor;
- formatoare de adjective: părinte → părintesc, aur → auriu, inel → inelar, argilă → argilos;
- formatoare de adverbe: român → românește, a se târî → târâș;
- formatoare de verbe: brazdă → a brăzda, prost → a se prosti, român → româniza, bici → a biciui.

##### Cu prefixe
Prefixele sunt numai în număr de circa 80. Se adaugă unor radicale cuvinte (răz- + a gândi → a se răzgândi), dar și unor radicale care nu sunt cuvinte autonome. În acest caz este vorba de schimbarea prefixului, ex. a închide, a deschide.
Prin prefixare se formează cuvinte în cadrul aceleiași părți de vorbire:
- verb → verb: a moșteni → a dezmoșteni;
- substantiv → substantiv: moș → strămoș.

##### Derivarea parasintetică
Prin acest procedeu se adaugă un prefix și un sufix la același cuvânt, schimbându-se partea sa de vorbire: bătrân → a îmbătrâni, rușine → nerușinat.

##### Derivarea regresivă
Aceasta este de fapt un procedeu contrar derivării, constând în eliminarea terminației unui cuvânt. Uneori, aceasta este un sufix lexical, ex. auzi → auz. Alteori este vorba de o desinență greșit interpretată ca sufix lexical. Astfel s-au format aproape toate numele de pomi și arbuști fructiferi, de la numele fructelor lor: nucă → nuc, coacăză → coacăz.

#### Compunerea
Ca în celelalte limbi romanice, în română, cuvintele compuse sunt mai puține, pe de o parte decât cuvintele derivate în aceleași limbi, pe de altă parte decât în limbi precum germana sau maghiara.
Dat fiind că la origine, cuvintele compuse sunt sintagme, mai rar propoziții sau fraze, ele pot fi clasate după natura raportul sintactic dintre elementele lor. Astfel, există compuse prin:
- subordonare:
  - atribut adjectival + substantiv, sau invers: botgros, rea-credință, Valea Călugărească;
  - substantiv + atribut substantival: floare-de-colț;
  - verb + complement: încurcă-lume, fluieră-vânt, vino-ncoace;
  - verb + propoziție completivă: lasă-mă-să-te-las;
- coordonare:
  - prin juxtapunere: locotenent-colonel, social-economic, Sângeorz-Băi;
  - prin conjuncție – numere: treizeci și cinci, optzeci și doi.

### Conversiunea
Prin acest procedeu foarte productiv, un cuvânt trece dintr-o clasă lexico-gramaticală în alta, adică devine altă parte de vorbire.
Deja în perioada de formare a limbii române s-a produs o conversiune a verbului latinesc la infinitiv în substantivul care numește acțiunea exprimată de verb, ex. ascultare, vedere, auzire.
Prin conversiune se mai formează:
- adjectiv din[25]:
  - verb la participiu: Din lăstar i-a răspuns un glas stins (Ioan Alexandru Brătescu-Voinești);
  - verb la gerunziu: ... de departe se zăresc rezervoarele enorme și coșurile fumegânde ale rafinăriilor (Geo Bogza);
  - adverb: De-atuncea are stigletele așa îmbrăcăminte (Mihail Sadoveanu);

- adverb din[26]:
  - substantiv: ... se uita cu ochii plânși cum frații lui se învățau la zbor dimineața și seara (Ioan Alexandru Brătescu-Voinești);
  - adjectiv: ... au știut să privească atent și cerul, și aripile fluturilor (Geo Bogza);

- conjuncție din[27]:
  - adverb: Cum însera, înhăma căluțul ... (Eusebiu Camilar);
  - prepoziție: ... și a rămas în loc până au pierit în zarea despre miazăzi (I. Al. Brătescu-Voinești);

- prepoziție din[28]:
  - adverb: ... ridică deasupra oilor toiegelul alb (M. Sadoveanu);
  - substantiv: Grație ei i-a revenit inspirația poetică (Liviu Rebreanu);
  - adjectiv: Și alese drept profesor pe verișorul ei (Vasile Alecsandri);
  - verb la participiu: Potrivit legilor în vigoare, nu are dreptul la alocație;
  - verb la gerunziu: Am citit hotărârea privind economiile de carburanți;

- substantiv din[29]:
  - adjectiv: frumosul, un leneș, cel sărac;
  - numeral: un trei, cei trei;
  - pronume: sinea, un nimic;
  - verb: o trecere, aratul, cel rănit;
  - adverb: binele, un bine;
  - interjecție: oful, un of;

### Sigle și acronime
Sigla și acronimul sunt prescurtări ale unor sintagme care devin substantive. În siglă se păstrează de regulă literele inițiale ale cuvintelor și ale componentelor de cuvânt compus cu sens lexical. Există sigle care se pronunță alfabetic (ca literele izolate ale alfabetului), de exemplu C.F.R. [t͡ʃe.feˈre] (← Căile Ferate Române), iar altele sunt de așa natură, încât se pot pronunța silabic, adică precum cuvintele obișnuite, ex. SUA [ˈsu.a] (← Statele Unite ale Americii). În acronime se rețin segmente mai mari de o literă și eventual litere inițiale, și se pronunță numai silabic, ex. Asirom (← ASIgurarea ROMânească), AGERPRES (← AGEnția Română (de) PRESă).
Pentru a se integra în limbă în calitate de cuvinte, siglele și acronimele trec printr-un proces de lexicalizare, care poate atinge un grad mai mic sau mai mare. Aceasta constă în aceea că, în funcție de natura lor, primesc determinanți abstracți, exprimă mai multe sau mai puține categorii gramaticale ale substantivului și eventual devin cuvinte bază pentru formarea de cuvinte prin alte procedee. De pildă C.F.R. primește articolul hotărât masculin singular (C.F.R.-ul) și are derivatul ceferist, -ă.

## Cuvinte românești în alte limbi
Se poate vorbi nu numai de influența lexicală a altor limbi asupra limbii române, ci și, în mai mică măsură, despre cuvinte românești împrumutate de alte limbi.
În primul rând graiuri ale minorităților naționale și etnice din România sunt cele care au împrumutat cuvinte românești, dar unele au trecut și în limbile majoritare ale țărilor vecine, sau chiar în ale unor țări mai îndepărtate, în care au putut intra indirect. Majoritatea împrumuturilor din română se găsesc în graiurile maghiare din Transilvania, și mai ales din Moldova. Sala 1989 le estimează la 2000, dar după Gerstner 2006 ar fi numai câteva sute. În graiurile ucrainene sunt câteva sute, iar în cele poloneze circa 100. Totuși, foarte puține cuvinte românești sunt prezente în limbile standard corespunzătoare, de exemplu vreo zece în maghiară.
Cauza principală a influențelor reciproce este conviețuirea pe același teritoriu sau vecinătatea. Altă cauză este o veche ocupație specifică a românilor, anume creșterea oilor prin transhumanță, care i-a dus pe lanțul Carpaților până în Cehia. Unii factori politici au contribuit de asemenea la influențe reciproce: Țaratul Vlaho-Bulgar, care a existat între 1185 și 1396, statutul de vasalitate în cadrul Imperiului Otoman (secolele XV–XIX) sau prezența unor revoluționari bulgari refugiați pe teritoriu românesc în secolul al XIX-lea.
Cuvinte din domeniul creșterii animalelor sunt cele care au pătruns în numărul cel mai mare în alte limbi: peste 200 în maghiară, 25 în slovacă. Este cazul, de exemplu, al cuvântului brânză, trecut direct în limbi ale unor popoare vecine și, prin intermediul acestora, și în limbi mai îndepărtate. Se găsește în slovacă (bryndza), cehă (brynza), poloneză (bryndza), ucraineană (бринза brînza), rusă (брынза brînza), belarusă (брынза), idiș (ברינזע brinze), dar și în estoniană (brõnsa) și în germană (Brimsen). De menționat că sensul acestora este mai restrâns decât al etimonului, denumind numai brânza de oaie fermentată și sărată. În slovacă, cuvântul a dat mai multe derivate: bryndzový „cu/de brânză”, bryndziareň „loc unde se produce brânza”, bryndziarský (adjectiv referitor la industria care produce brânza), bryndzovník „prăjitură cu brânză”. Prin reglementarea Comisiei Europene, cuvântul a intrat în registrul denumirilor de origine protejate și al indicațiilor geografice protejate, în sintagmele bryndza podhalańska, pentru aceasta produsă în regiunea Podhale din Polonia, și slovenská bryndza, pentru cea produsă în Slovacia.
Alte câteva cuvinte românești care se găsesc în mai multe limbi sunt:
| Română   | Bulgară   | Greacă         | Poloneză | Macedoneană | Maghiară   | Sârbă               | Turcă |
| -------- | --------- | -------------- | -------- | ----------- | ---------- | ------------------- | ----- |
| fluier   |           | φλογέρα fluera | fujarka  |             | furulya    | фрула frula         |       |
| masă     | маса masa |                |          | маса        |            |                     | masa  |
| gușă     | гуша gușa | γκούσα gusa    |          | гуша        |            |                     |       |
| plăcintă |           |                |          |             | palacsinta | палачинка palačinka |       |

Alte cuvinte împrumutate de sârbă sunt бешика bešika < bășică, паун paun < păun.
Alte cuvinte împrumutate de maghiară: áfonya < afină, ficsúr < fecior (cu sensul „tânăr spilcuit”), tokány < tocană.
Bulgara este singura limbă care a împrumutat, pe lângă cuvinte românești propriu-zise (гуша, маса, мамалига mamaliga) și cuvinte din limbi romanice occidentale prin intermediul românei: абонамент < abonament, абонат < abonat, албум < album, булевард < bulevard, класа < clasă, визита < vizită; вот < vot.